# Мюллер, Герман (ампелограф)
Герман Мюллер (нем. Hermann Müller; 21 октября 1850, House Müller-Thurgau, Тургау — 18 января 1927, Веденсвиль, Цюрих) — швейцарский ботаник, физиолог растений, энолог-производитель вина. В честь своего родного кантона он добавил к фамилии Тургау.

## Биография
Родился 21 октября 1850 года в Тегервилене в семье Конрада Мюллера, пекаря и винодела, и его жены, Марии Эглофф, дочери Карла Антона Эглофф, виноторговца из Эстриха, Гессен. 
С 1869 по 1870 год посещал педагогический колледж в городе Кройцлинген, Тургау, и с 1870 по 1872 год работал школьным учителем в Штайн-на-Рейне. В это же время, в 1870 году, он поступил в технический университет в Цюрихе, который окончил с дипломом в 1872 году. В этом же году он поступил в Вюрцбургский университет, в аспирантуру к Юлиусу фон Саксу, в 1874 году получил докторскую степень и работал до 1876 года ассистентом Сакса. В течение 1876—1890 годов он работал в Прусском институте садоводства и виноградарства («Königlich Preussische Lehranstalt für Obst — und Weinbau») в Гайзенхайме, земля Гессен, где он руководил экспериментальной станцией по изучению физиологии растений.
В это время его научная деятельность включала в себя изучение фертильности винограда, болезней винограда и яблочно-молочное брожение в вине.
В 1891 году вернулся в Швейцарию, где занял пост директора созданного им опытно-учебного заведения по плодоводству и виноградарству («Versuchsstation und Schule für Obst-, Wein — und Gartenbau») в Веденсвиле, где он работал вплоть до своего ухода на пенсию в 1924 году. С 1902 года он занимал должность профессора ботаники технического университета в Цюрихе.
В 1890 году стал почётным членом Немецкой ассоциации виноградарства и в 1920 году получил почётную докторскую степень Бернского университета.
Мюллер изучал и публиковал научные труды по вопросам виноградарства и виноделия, в том числе биологии цветения винограда, болезням винограда, спиртовому брожению вина, разводке штаммов дрожжей с определёнными свойствами, способам получения безалкогольного виноградного сока.
Герман Мюллер умер 18 января 1927 (76 лет) года в Веденсвиле.

## Выведение сорта винограда Мюллер-Тургау
Вероятно, самое известное его достижение во время пребывания в Гайзенхайме, это выведение сорта винограда Мюллер-Тургау, который был получен путём скрещивания сортов Рислинг × Мадлен рояль по результатам селекционной программы, начатой в 1882 году и продлившейся, как минимум, до 1891 года. Долгое время считалось, что Мюллер-Тургау был получен скрещиванием Рислинг × Сильванер, но генетические исследования позволили установить настоящие родительские сорта.
Целью Мюллера было совместить ароматические свойства Рислинга с ранним и более надёжным вызреванием Сильванера. Экспериментальные посадки в Гайзенхайме продолжались до 1890 года, а в 1891 году в Веденсвиль было отправлено 150 саженцев, эксперименты с которыми продолжил Генрих Шелленберг (1868−1967).
По итогам экспериментов наиболее успешным клоном был признан номер 50, который и получил новое название Riesling × Silvaner 1. Лозы этого сорта начиная с 1908 года были разосланы по Швейцарии и за её пределы, и в 1913 году сто лоз были отосланы в Германию, Августу Дерну (1858−1930), который работал вместе с Мюллером в Гайзенхайме. Дерн и дал сорту имя  Мюллер-Тургау. Сам Мюллер называл его только, как Riesling × Silvaner 1, хотя уже сомневался, что второй родитель, это Сильванер, и высказывал предположение, что произошла какая-то ошибка, когда селекционный материал передавали из Гайзенхайма в Веденсвиль.
В 1920 годы, в Германии было уже довольно много экспериментальных посадок  Мюллера-Тургау, но настоящий рост популярности начался с 1938 года благодаря усилиям Георга Шоя в городе Альцай. К 1950 годам, сорт стал наиболее популярным среди нововыведенных сортов. В период с конца 1960 годов по середину 1990х сорт стал самым популярным сортом винограда в Германии, и до сих пор занимает высокое второе место.

## Личная жизнь
Был активным членом Швейцарского клуба альпинистов (нем. Schweizer Alpen-Club). С 1881 года женат на Берте Биген (нем. Bertha Biegen), уроженке города Острич. В браке родилось трое дочерей, и муж старшей стал преемником Мюллера на его посту в Веденсвиле.

## Научные труды
- «Über Zuckeranhäufung an Pflanzenteilen in Folge niederer Temperatur» (1882)
- «Edelfäule der Trauben» (1887)
- «Über das und Gefrieren Erfrieren der Pflanzen» (1879)
- «Die Herstellung unvergorener und alkoholfreier Obst — und Traubenweine» (1896)
- «Abhängigkeit der Entwicklung der Traubenbeeren von der Entwicklung der Samen» (1897)
- «Der Rote Brenner des Weinstockes» (1903)
- «Bakterienblasen (Bacteriocysten)» (1908)
- «Bakterien im Wein» (1913)